# (3360) Syrinks
(3360) Syrinks – planetoida z grupy Apolla okrążająca Słońce w ciągu 3 lat i 321 dni w średniej odległości 2,47 j.a. Została odkryta 4 listopada 1981 roku w Palomar Observatory przez Eleanor Helin i Scotta Dunbara. Nazwa planetoidy pochodzi od Syrinks, córki króla Ladona, pięknej nimfy pożądanej przez Pana w mitologii greckiej. Nazwę planetoidy zaproponował belgijski astronom Jean Meeus. Przed nadaniem nazwy planetoida nosiła oznaczenie tymczasowe (3360) 1981 VA.